# Literatura àzeri
La literatura àzeri (Azərbaycan ədəbiyyatı) es refereix a la literatura escrita en àzeri, una llengua turquesa, que actualment és la llengua oficial de l'Estat de la República de l'Azerbaidjan i és la llengua majoritària de l'Azerbaidjan Iranià. Mentre que la majoria dels parlants d'àzeri viuen a l'Iran, la literatura moderna àzeri es produeix majoritàriament a la República de l'Azerbaidjan, on la llengua té un estatus oficial. S'utilitzen tres alfabets per a l'escriptura de la llengua: l'alfabet llatí (alfabet àzeri) a la República de l'Azerbaidjan, escriptura àrab amb l'alfabet persa a l'Iran i alfabet ciríl·lic (alfabet rus a Rússia).

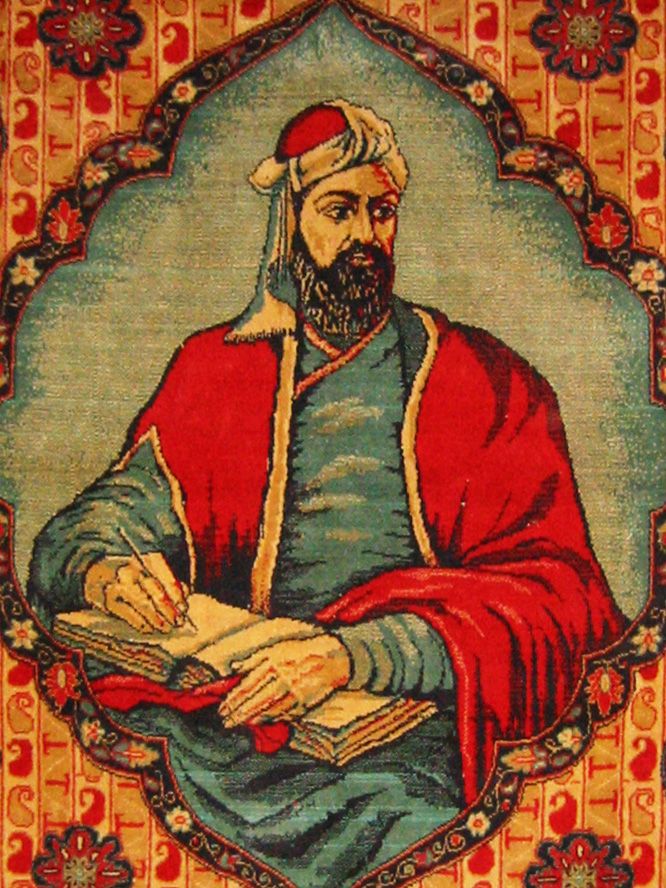
Nezāmi

Els primers exemples de la literatura àzeri daten de la fi del 1200 arran de la conquesta mongol i van ser escrits en escriptura àrab. Diversos autors principals va ajudar a desenvolupar la literatura àzeri des del 1300 fins al 1600 i la poesia ocupa un lloc destacat en les seves obres. Cap al final de la literatura popular del segle xix els diaris van començar a publicar en àzeri. La producció d'obres escrites en àzeri va ser prohibida a Pèrsia sota el govern de Reza Xah (1925-1941) i la campanya de "Terror Roig (Rússia)" a l'Azerbaidjan Soviètic de Stalin estava dirigida a milers d'escriptors àzeris, periodistes, professors, intel·lectuals i altres, i com a resultat es canvià l'alfabet àzeri per un amb un alfabet ciríl·lic.
La literatura àzeri moderna es produeix gairebé exclusivament a la República de l'Azerbaidjan i encara que és àmpliament parlat a l'Azerbaidjan Iranià, l'àzeri no s'ensenya a les escoles formalment ni hi ha publicacions àzeri fàcilment disponibles.

## Les dues tradicions de la literatura àzeri
Al llarg de la major part de la seva història, la literatura àzeri ha estat fortament dividida en dues tradicions força diferents, cap de les quals exerceix una gran influència sobre l'altre fins al segle xix. La primera d'aquestes dues tradicions és la literatura popular àzeri, i la segona és la literatura escrita àzeri.
Per a la major part de la història de la literatura àzeri, la diferència rellevant entre les tradicions popular i escrita ha estat la varietat de llengua emprada. La tradició popular, generalment, era oral i es va mantenir lliure de la influència de la literatura persa i àrab i, per tant, de les literatures d'aquestes respectives llengües. En la poesia popular, que és amb molt el gènere dominant de la tradició, aquest fet bàsic va donar lloc a dues conseqüències importants en termes d'estil poètic
- La mètrica emprada en la tradició poètica popular era diferent, sent quantitativa (és a dir, vers sil·làbic), en oposició a la qualitativa emprada en la tradició poètica escrita ;
- La unitat estructural bàsica de la poesia popular va esdevenir el quartet (dördmisralı) en lloc del rodolí (beyt) més comunament emprat en la poesia escrita.

D'altra banda, la poesia popular àzeri sempre ha tingut una relació íntima amb la cançó, la major part de la poesia era, de fet, composta de manera expressa per ser cantada, i així es va convertir en gran manera inseparable de la tradició de la música folklòrica àzeri.
En contrast amb la tradició de la literatura popular àzeri tendia a abraçar la influència de la literatura persa i àrab. Fins a cert punt això es pot veure ja en el període seljúcida a finals del segle xi i principis del XIV, on la llengua oficial era el farsi, en lloc del turc, i on un poeta de la cort com Dehhanî, que en el segle xii va servir sota el soldà Ala ad-Din Kay Qubadh I va escriure en un llenguatge altament influït pel persa.
Quan va sorgir l'Imperi safàvida a començaments del segle xiv, a l'Azerbaidjan iranià, es va continuar amb aquesta tradició. Les formes poètiques estàndard (la poesia era tant el gènere dominant en la tradició escrita com en la popular) derivaven directament de la tradició literària persa (el qəzəl غزل; el məsnəvî مثنوی), o indirectament de l'àrab (la qəsîde قصيده). Tanmateix, la decisió d'adoptar aquestes formes va conduir a dues importants conseqüències addicionals:
- Es va adoptar la mètrica de la poesia persa (àzeri: aruz);
- L'àzeri va adoptar un gran nombre de paraules del farsi i de l'àrab, puix que les paraules turques poques vegades funcionaven bé dins el sistema de mètrica poètica persa. Aquest estil d'escriptura sota influència persa i àrab va arribar a ser conegut com a "literatura divà" (àzeri: divan ədəbiyatı), dîvân (ديوان) és la paraula àzeri en referència a la obres completes d'un poeta.

## Literatura popular àzeri
La literatura popular àzeri és, en la seva forma d'un profundament arrelada tradició oral segons les tradicions nòmades de l'Àsia central. No obstant això, en els seus temes, la literatura popular àzeri reflecteix els problemes propis d'un poble sedentaritzat que ha abandonat l'estil de vida nòmada. Un exemple d'això és la sèrie de contes que envolten la figura de Keloğlan, un jove assetjat per les dificultats de trobar esposa, ajudar la seva mare a mantenir la casa de la família intacta, i fer front als problemes causats pels seus veïns. Un altre exemple és la més misteriosa figura de Nasreddín, un trampós que sovint diu acudits sobre els seus veïns.
Nasreddín també reflecteix un altre canvi significatiu que s'havia produït entre els dies quan els turcs eren nòmades i els dies en què s'havien sedentaritzat a l'Azerbaidjan i Anatòlia; és a dir, Nasreddín és un imam musulmà. Els pobles turcs s'havien convertit a l'islam en algun moment al voltant del segle IX o X, com s'evidencia a partir de la clara influència islàmica al segle xi de l'obra qarakhànida Kutadgu Bilig ("Saviesa de la Gloria Reial"), escrita per Yusuf Has Hajib. En endavant la religió va arribar a exercir una enorme influència en la literatura i societat turques, sobretot de les varietats de l'islam xïita i la de forta orientació mística sufita. La influència sufí, per exemple, es pot veure clarament no només en els contes relatius a Nasreddín sinó també en les obres de Yunus Emre, un poeta i figura destacada en la literatura turca que va viure a finals del segle xiii i principis del segle xiv, probablement en l'estat karamànid al sud-est d'Anatòlia central. La influència xiïta, per contra, es pot veure àmpliament en la tradició dels aşıqs, o ozans, que són més o menys similars als ministrers d'Europa en l'Edat Mitjana i que tradicionalment han tingut una forta connexió amb la fe alevi, el que pot ser vist com una varietat turca de collita pròpia de l'Islam xiïta. Però és important assenyalar que en la cultura turca amb prou feines és possible una divisió ordenada entre sufí i xiïta: per exemple, Yunus Emre és considerat per alguns que ha estat alevi, mentre que tota la turca tradició turca aşık/ozan està impregnada amb el pensament de la orde sufita bektashi, el que en si és una barreja de conceptes xiïtes i sufís. La paraula aşıq (literalment, "amant") és, de fet, el terme utilitzat per als membres del primer nivell de l'ordre bektashi.
Com que la tradició de la literatura popular àzeri s'estén en una línia més o menys ininterrompuda d'ençà el segle xiii-XV al dia d'avui, potser és millor considerar la tradició des de la perspectiva de gènere. Hi ha tres gèneres bàsics de la tradició: èpica; poesia popular; i folklore.

### La tradició èpica
L'èpica turca té les seves arrels en la tradició èpica de l'Àsia central, que va donar lloc al Llibre de Dede Korkut; escrit en àzeri. La forma desenvolupada de les tradicions orals dels turcs oghuz (una branca dels pobles turcs, que van emigrar cap a Àsia occidental i Europa de l'Est a través de Transoxiana, a començaments del segle IX). El Llibre de Dede Korkut perdurà en la tradició oral dels turcs oghuz després d'establir-se a l'Azerbaidjan i Anatòlia. Alpamysh és una epopeia anterior, traduït en anglès i disponible online.
El Llibre de Dede Korkut va ser l'element principal de la tradició èpica àzeri al Caucas i Anatolia durant alguns segles. Concurrents al Llibre de Dede Korkut va ser l'anomenada epopeia de Köroğlu, que es refereix a les aventures de Rüşen Ali ("Köroğlu", o "fill de l'home cec") i com es va venjar de la ceguesa del seu pare. Els orígens d'aquesta èpica són una mica més misteriosos que les del Llibre de Dede Korkut : molts creuen que va sorgir a l'Azerbaidjan en algun moment entre els segles XV i XVII; testimonis més fiables semblen indicar que la història és gairebé tan antiga com la del Llibre de Dede Korkut, que data del voltant de l'alba del segle xi. Complica una mica les coses el fet que Köroğlu és també el nom d'un poeta de la tradició aşık/ozan.

### Poesia popular
La poesia popular tradicional en la literatura àzeri, com es va indicar anteriorment, va ser fortament influenciada per les tradicions islàmiques sufís i xiïtes. A més, en part demostra la prevalença de la tradició aşık/ozan encara existents, l'element dominant en la poesia popular turca ha estat sempre la cançó. El desenvolupament de la poesia popular en turc, que va començar a sorgir en el segle xiii amb escriptors tan importants com Yunus Emre, Sultan Veled, i Şeyyâd Hamza, va rebre un gran impuls quan, el 13 de maig de 1277, Karamanoğlu Mehmet Bey va declarar el turc llengua oficial del poderós estat karamànid d'Anatòlia; posteriorment, molts dels més grans poetes de la tradició continuarien sortint d'aquesta regió.
Hi ha, a grans trets, dues tradicions de la poesia popular àzeri:
- la tradició aşık/ozan, que, encara que molt influït per la religió, com s'ha esmentat anteriorment, era en la seva major part una tradició secular;
- la tradició religiosa explícita, que va sorgir dels llocs de reunió (Tekkes) de les ordes sufís i grups religiosos xiïtes.

Gran part de la poesia i fel cant de la tradició aşık/ozan roman anònima perquè era transmesa gairebé exclusivament per via oral fins al segle xix. Hi ha, però, alguns aşıks coneguts d'abans d'aquest temps, els noms dels quals han sobreviscut juntament amb les seves obres: el ja esmentat Köroğlu (s. XVI); Karacaoğlan (1606?–1689?), autor dels aşıks més coneguts a començaments del segle XIX; Dadaloğlu (1785?–1868?), que va ser un dels últims dels grans aşıks abans que la tradició comencés a disminuir en el segle XIX; i altres. Els aşıks eren essencialment trobadors que viatjaven a través d'Anatòlia tocant les seves cançons amb la bağlama, un instrument de corda com la mandolina considerat un símbol de significat religiosa en la cultura alevi/bektashi. Malgrat el declvii de la tradició aşık/ozan en el segle xix, va experimentar un renaixement significatiu en el segle xx gràcies a figures tan destacades com Aşık Veysel Şatıroğlu (1894–1973), Aşık Mahzuni Şerif (1938–2002), Neşet Ertaş (1938–2012), i molts altres.

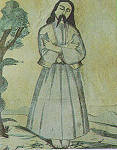
Kaygusuz Abdal

La tradició popular explícitament religiosa de literatura tekke va compartir una base similar en la tradició aşık/ozan en què els poemes eren generalment destinats al cant, generalment en reunions religioses, fent-les un xic similars als himnes occidentals (els ilahi àzeris). Una diferència important entre la tradició aşık/ozan, però, és que, des del principi, poemes de la tradició tekke eren escrits. Això es va deure al fet que van ser produïts per figures religioses venerades en l'entorn lletrat de la Tekke, en contraposició al mitjà de la tradició aşık/ozan, on la majoria no sabia llegir ni escriure. Les principals figures en la tradició literària tekke foren: Yunus Emre (1240?–1320?), una de les figures més importants de tota la literatura turca; Süleyman Çelebi (?–1422), autor del llarg poema força popular Vesîletü'n-Necât (وسيلة النجاة "Els significats de la salvació", però més conegut com a Mevlid), sobre el naixement del profeta islàmic Muhàmmad; Kaygusuz Abdal (1397–?), qui és considerat àmpliament el fundador de la literatura alevi/bektashi; i Pir Sultan Abdal (?–1560), considerat el pinacle d'aquesta literatura.

### Folklore

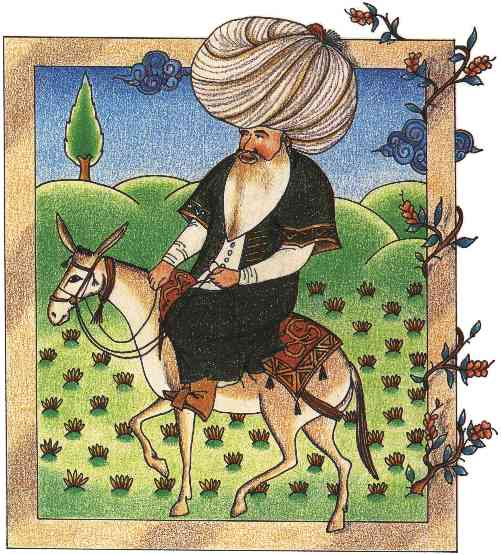
Nasreddin Hoca

La tradició dels contes populars en idioma turc és molt rica. Potser la figura més popular de la tradició és el ja esmentat Nasreddín. Generalment apareix com una persona que, tot i semblar una mica estúpida en realitat demostra tenir una saviesa especial:
| « | Un dia, un veí de Nasreddín li va preguntar, "mestre té una mica de vinagre de quaranta anys?" - "Sí, ho sé", va respondre Nasreddín .- "Puc tenir-ne una mica?" va preguntar el veí. "Necessito una mica per fer-ne ungüent." - "No, no en tinc," va contestar Nasreddín. "Si donés el meu vinagre de quaranta anys a qui en volgués, no en tindria durant quaranta anys, no creus?" | » |

Igual que en els acudits de Nasreddín, i que sorgeix d'un mitjà religiós similar, són els acudits bektashi, en la qual els membres d'orde religiosa bektashi representada a través d'un personatge anomenat simplement Bektaşi, és representat amb una saviesa inusual i poc ortodoxa, que sovint desafia els valors de l'Islam i de la societat.

## Literatura safàvida
Els dos corrents principals de la literatura escrita safàvida són la poesia i la prosa. Dels dos n'és el corrent dominant la poesia, específicament la poesia diwan. D'altra banda, cal tenir en compte que fins al segle xix la prosa safàvida no contenia cap exemple de ficció; és a dir, no hi va haver homòlegs al romanç, conte o novel·la europea, encara qhe¡¡ue hi havia gèneres en certa manera anàlegs, ha tant en la tradició popular de Turquia com en la poesia diwan.

### Poesia diwan

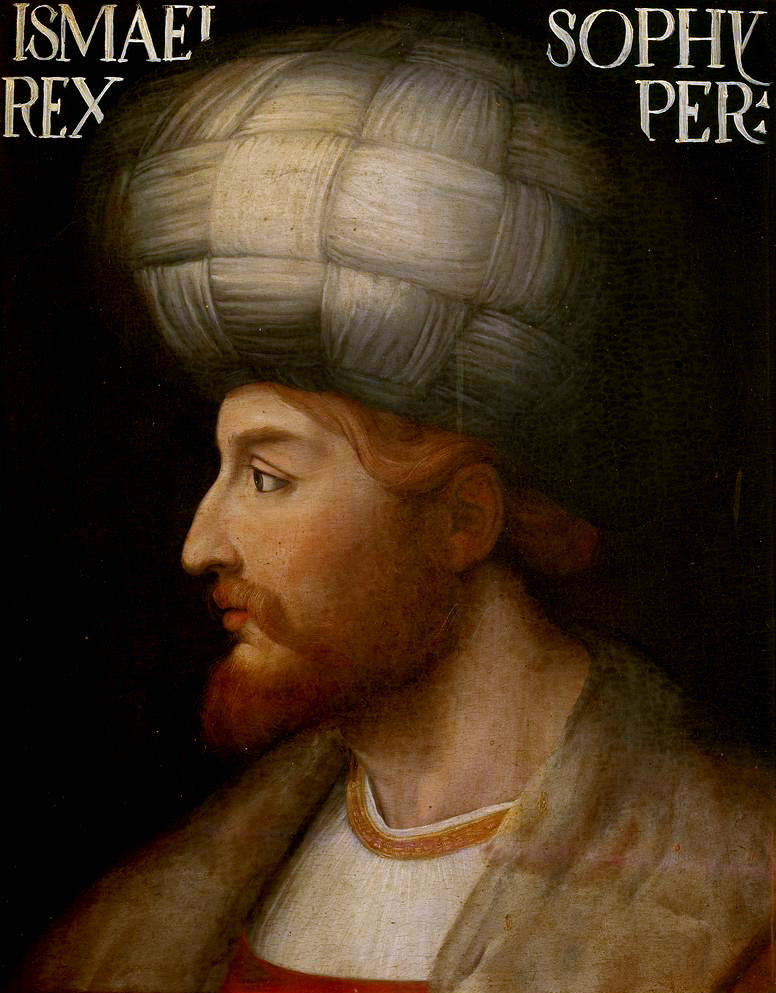
Ismaïl I, xah de l'Imperi safàvida i poeta prolífic que va contribuir en gran manera al desenvolupament de la literatura en àzeri.

La poesia diwan safàvida era una forma d'art altament rituallitzat i símbolic. A part de la seva inspiració en la poesia persa, va heretar una gran quantitat de símbols els significats i interrelacions dels quals, tant de la similitud (مراعات نظير mura'ât-i nazîr / تناسب tenâsüb) i oposivió (تضاد tezâd), eren més o menys establertes. Els exemples dels símbols freqüents que, en certa manera, s'oposen entre si inclouen, entre d'altres:
- el rossinyol (بلبل bülbül) — la rosa (ﮔل gül)
- el món (جهان cihan; عالم ‘âlem) — el jardí de roses (ﮔﻠﺴﺘﺎن gülistan; ﮔﻠﺸﻦ gülşen)
- l'ascètic (زاهد zâhid) — the dervix (درويش derviş)

Com suggereix l'oposició d'"asceta" i "dervix", la poesia diwan, de la mateixa manera que la poesia popular ázeri, va ser fortament influenciada pelxiïsme. Una de les característiques principals de la poesia diwan, com de l'antiga poesia persa, va ser la seva barreja de l'element místic sufí amb profà i fins i tot element eròtic. Per tant, la parella formada pel "rossinyol" i "la rosa" suggereix simultàniament dues relacions diferents:
- La relació entre l'amant fervent ("el rossinyol") i l'estimada inconstant ("la rosa")
- La relació entre el practicant individual sufí (que sovint es caracteritza en sufisme com amant) i Déu (que es considera l'última font i objecte d'amor)

De la mateixa manera, "el món" es refereix alhora al món físic i el món físic considerat com l'estatge de la tristesa i la impermanència, mentre que "el jardí de roses" es refereix al mateix temps a un jardí literal i al jardí del paradís. "El rossinyol", o amant sofert, es considera sovint com a situat, tant literalment com figurativament, en "el món", mentre que "la rosa", o estimada, és al "jardí de roses".
La poesia diwan otomana i safàvida són fortament influenciades entre si. Pel que fa al desenvolupament de la poesia diwan al llarg dels més de 500 anys de la seva existència, com assenyala l'otomanista Walter G. Andrews, encara no s'han definit clarament els moviments i períodes. Al principi de la història de la tradició la influència persa era molt forta però això va ser mitigat una mica a través de la influència de poetes com l'àzeri Nesîmî (?–1417?) i l'uigur Ali Şîr Nevâî (1441–1501), ambdós van oferir arguments forts sobre l'estatus poètic de les llengües turques enfront del venerat persa. En part com a resultat de tals arguments, la poesia diwan en el seu nivell més alt des del període dels s. XVI-XVIII, va arribar a mostrar un equilibri únic d'elements perses i turcs, fins que la influència persa va començar a predominar de nou en el segle xix.
Tot i que els poetes àzeris havien estat inspirats i influenciats per la poesia clàssica persa no se'ls pot considerar uns imitadors cecs. Tots els poetes de la literatura islàmica compartien un vocabulari limitat, una tècnica comuna, i el mateix món de les imatges i la matèria basada principalment en fonts islàmiques.
Tot i la manca de certesa respecte dels moviments estilístics i dels períodes de la poesia diwan, però, són prou clars certs estils molt diferents i potser es poden veure com s'exemplifica en certs poetes:

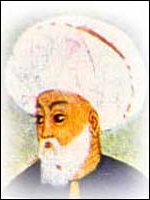
Fuzūlī (1483?–1556), un poeta divan d'origen àzeri

- Fuzūlī (1483?–1556); poeta únic que va escriure amb la mateixa habilitat àzeri, persa i àrab, i que va arribar a ser tan influent en persa com en la poesia diwan
- Bâkî (1526–1600); poeta de gran força retòrica i la subtilesa lingüística l'habilitat en l'ús dels trops preestablerts de la tradició diwan, és bastant representatiu de la poesia en el regnat de Solimà I el Magnífic
- Nef‘î (1570?–1635); poeta considerat com el mestre de la ' kasîde  (una mena de panegíric), a més de ser conegut pels seus poemes satírics amb duresa, cosa que va provocar la seva execució
- Nâbî (1642–1712); poeta que va escriure una sèrie de poemes de caràcter social crítics de la període d'estancament de la història otomana
- Nedîm (1681?–1730); poeta revolucionari del Segle de les Tulipes de la història otomana, que infon el llenguatge més elitista i abstrús de la poesia diwan amb nombrosos elements més simples i populistes
- Şeyh Gâlib (1757–1799); poeta de l'orde sufita Mevlevî Sufi order el treball del qual es considera la culminació de la gran complexa "estil indi" (سبك هندى sebk-i hindî)

La gran majoria de la poesia diwan era lírica en la seva naturalesa: o bé qazels (que constitueixen la major part del repertori de la tradició), o bé kasîdes. Hi va haver, però, altres gèneres comuns, i molt especialment el mesnevî, una mena de vers romanç i, per tant, una gran varietat de poesia narrativa; els dos exemples més notables d'aquesta forma són els Leylî vü Mecnun (ليلى و مجنون) de Fuzûlî i Hüsn ü Aşk (حسن و عشق; "Bellesa i Amor") de Şeyh Gâlib.

### Primera prosa safàvida
Fins al segle xix la prosa safàvida mai va aconseguir desenvolupar-se de la mateixa manera que ho va fer la poesia contemporània diwan. Una gran part de la raó d'això era que s'esperava que la prosa s'adherís a les regles del sec' (سجع, també transliterat com a seci), o prosa rimada, un tipus d'escriptura procedent de l'àrab saj' i que prescriu que entre cada adjectiu i substantiu en una oració ha d'haver una rima.
Nogensmenys hi havia una tradició de prosa en la literatura de l'època. Aquesta tradició va ser exclusivament en naturalesa no-ficció, la tradició ficció es limita a la poesia narrativa. Es van desenvolupar el següent nombre de gèneres de prosa no ficció:
- el târih (تاريخ), o història, una tradició en la que hi ha molts escriptors notables, incloent l'historiador del segle xv Aşıkpaşazâde i els historiadors del segle xvii Kâtib Çelebi and Naîmâ
- el seyâhatnâme (سياحت نامه), o quadern de viatge, del qual l'exemple més destacable fou el Seyahâtnâme d'Evliya Çelebi (s. XVII)
- el sefâretnâme (سفارت نامه), un gènere relacionat específic per als viatges i experiències d'un ambaixador otomà i que s'exemplifica millor en el Paris Sefâretnâmesi (1718-1720) de Yirmisekiz Mehmed Çelebi, ambaixador al a cort de Lluís XV de França.
- el siyâsetnâme (سياست نامه), una mena de tractat polític que descriu les funcionalitats de l'Estat i ofereix consells als governants, un primer exemple seljúcida d'aquest és el Siyāsatnāma (s. XI), escrit en persa per Nizam al-Mulk, visir dels governants seljúcides Alp Arslan i Malik Shah I
- el tezkîre (تذکره), una col·lecció de biografies curtes de figures notables, algunes de les més notables dels quals van ser les tezkiretü'ş-şuarâs (تذكرة الشعرا), del segle xvi, o biografies de poetes, per Latîfî i Aşık Çelebi
- el münşeât (منشآت), una col·lecció d'escrits i cartes similars a la tradició occidental de belles-lettres
- el münâzara (مناظره), una col·lecció de debats de naturalesa religiosa o filosòfica

## Era clàssica
La figura més antiga que es coneix en la literatura àzeri va ser Izzeddin Hasanoğlu, qui va compondre un diwan format per ghazals en àzeri i farsi. En els ghazals perses va usar el seu nom de ploma, mentre que en els ghazals turcs va usar el seu propi nom Hasanoghlu.

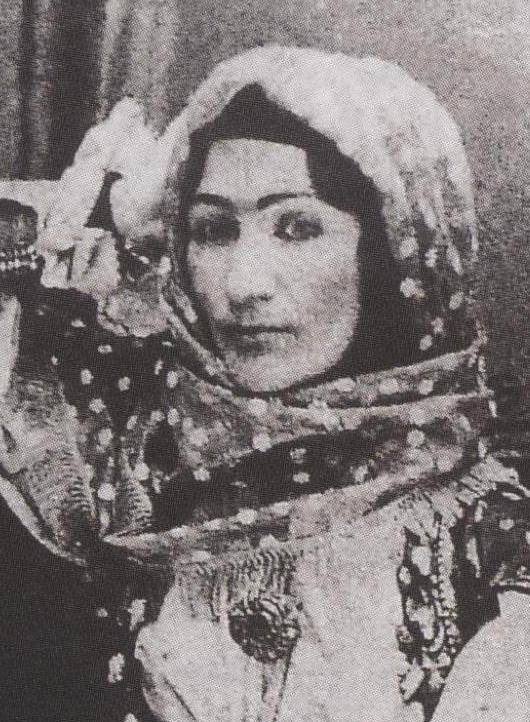
Khurshidbanu Natavan era la filla del Mehdi Gulu-khan, darrer governant del Kanat de Karabagh (1748–1822), considerada una de les millors poetesses líriques de l'Azerbaidjan.

En el segle xiv Azerbaidjan estava sota el control de les confederacions tribals turques Qara Qoyunlu i Aq Qoyunlu. Entre els poetes d'aquell període destaquen Kadi Burhan al-Din, Haqiqi (nom de ploma de Jahan-shah Qara Qoyunlu), i Habibi. El final del segle xiv va ser també el període d'inici de l'activitat literària d'Imadaddin Nesimi, un dels més grans poetes místics turcs místics Hurufi de finals del segle xiv i començaments del segle xv. i un dels més prominents primers mesters del diwan en la història literària turca, qui també va compondre poesia en farsi i àrab.
Els estils divà i ghazal, introduïts en la poesia àzeri per Nesimi en el segle xv, foren desenvolupats posteriorment pels poetes Qasem-e Anvar, Fuzuli i Khatai (nom de ploma del Safàvida Ismaïl I).
El llibre Dede Qorqud, que consisteix en dos manuscrits copiats al segle xvi, però no fou escrit abans del segle xv. és una col·lecció de dotze relats que reflecteixen la tradició oral dels nòmades oghuz. Com l'autor barreja els Aq Qoyunlu i els governants otomans, s'ha suggerit que la composició pertany a algú que vivia entre els Aq Qoyunlu i l'Imperi Otomà. Geoffery Lewis creu que un substrat més antic d'aquestes tradicions orals es remunta als conflictes entre els antics oghuz i els seus rivals turcs a l'Àsia central (els petxenegs i els Kiptxaks), però aquest substrat s'ha vestit amb referències a les campanyes del segle xiv de la Confederació de tribus turques Aq Qoyunlu contra els georgians, abkhazos i grecs de Trebisonda.
El poeta del segle xvi Muhammed Fizuli va produir els seus qazals filosòficament eterns i lírics en àrab, farsi i àzeri. Beneficiant-se enormement de les tradicions literàries del seu entorn, i construint sobre el llegat dels seus predecessors, Fizuli es convertiria en la figura literària més important de la seva societat. Els seus treballs importants inclouen El divà de ghazals i Les qasidas.
En el segle xvi la literatura àzeri va florir encara més amb el desenvolupament del gènere poètic ashik (Aşıq) dels bards. Durant el mateix període, sota el pseudònim de Khatāī (خطائی pecador) Ismaïl I va escriure uns 1400 versos en àzeri, que foren publicats posteriorment com al seu Diwan. Un estil literari únic conegut com a qoshma (qoşma o improvisació) fou introduït en aquest període i desenvolupat pel Xah Ismail i més tard pel seu fill i successor, el Xah Tahmasp I.
En el transcurs del segle xvii i del segle xviii, els gèneres únics de Fizuli, així com la poesia ashik van ser adoptats per destacats poetes i escriptors com Qovsi de Tabriz, Shah Abbas Sani, Agha Mesih Shirvani, Nishat, Molla Vali Vidadi, Molla Panah Vagif, Amani, Zafar i altres.
Juntament amb turcsd'Anatòlia, turcmans i uzbeks, els àzeris també celebren l'èpica de Köroğlu (de kor oğlu fill del cec), un heroi llegendari o noble bandit de tipus Robin Hood. Diverses versions documentades de l'època de Köroğlu resten a l'Institut per Manuscrits de l'Acadèmia Nacional de Ciències de l'Azerbaidjan.

## Delseglexixendavant
La literatura àzeri del segle xix va ser profundament influenciada per la conquesta russa del territori de l'actual República de l'Azerbaidjan com a resultat de la Guerra russopersa, que va separar una part del territori de l'Azerbaidjan de l'Imperi persa.

### Literatura àzeri soviètica
Sota el domini soviètic, particularment durant la dictadura de Iòsif Stalin, els escriptors azerbaidjanesos que no s'ajustaven a la línia del partit van ser perseguits. Els bolxevics van buscar destruir l'elit intel·lectual nacionalista establerta durant l'efímera República Democràtica de l'Azerbaidjan, i en la dècada de 1930, molts escriptors i intel·lectuals van ser convertits essencialment en portaveus de la propaganda Soviètica.
Encara que hi va haver qui no van seguir la línia del partit oficial en els seus escrits. Entre ells es trobaven Mahammad Hadi, Abbas Sahhat, Huseyn Javid, Abdulla Shaig, Jafar Jabbarly, i Mikayil Mushfig, qui en la seva recerca per mitjà de resistència van tornar als mètodes clandestins del sufisme, que ensenyen la disciplina espiritual, com una manera de combatre la temptació.
Quan Nikita Khrusxov va arribar al poder el 1953 després de la mort de Stalin, el dur enfocament en la propaganda va començar a esvair-se, i els escriptors començaren a ramificar-se en noves direccions i es va centrar principalment en la prosa edificant que seria una font d'esperança pels azerbaidjanesos que vivien sota un règim totalitari.

### Literatura àzeri iraniana
Una peça influent de la poesia àzeri posterior a la Segona Guerra Mundial, Heydar Babaya Salam (Salutacions a Heydar Bava), considerada una obra mestra en la literatura àzeri, va ser escrita pel poeta de l'Azerbaidjan Iranià Mohammad Hossein Shahriar. Aquest poema, publicat a Tabriz en 1954 i escrit en àzeri col·loquial, es va fer popular entre els àzeris de l'Azerbaidjan Iranià i la República de l'Azerbaidjan. A Heydar Babaya Salam, Shahriar va expressar la seva identitat azerbaidjanesa lligada a la seva terra natal, la llengua i la cultura. Heydar Baba és un turó prop de Khoshknab, el poble natal del poeta.
A principis de 1990 el govern iranià va relaxar algunes de les seves restriccions en la publicació de textos en àzeri i va donar lloc al que Brenda Shaffer descriu com un important renaixement literari azerbaidjanès. Els autors àzeris van modificar la seva escriptura persa-àrab a l'alfabet àzeri i afegeixen altres signes vocàlics amb l'esperança d'augmentar l'alfabetització àzeri i ús de la llengua escrita. La revista en àzeri Yol va ser fundada en aquest moment, però va ser tancada dos anys després de la seva fundació, quan el règim suposadament va sentir-se amenaçat per la seva popularitat.

## Influències en la literatura àzeri
Les literatures persa i àrab han influït molt en la literatura àzeri, especialment en la seva fase clàssica. Entre els poetes que han escrit en persa i han influït en la literatura àzeri, es pot esmentar Ferdowsi, Sanai, Hafiz, Ganjavi, Saadi, Attar, i Rumi. La literatura àrab, especialment l'Alcorà i els escrits profètics, també ha tingut un paper important en influir en la literatura àzeri. Entre els poetes que han escrit en àrab i han influït en la literatura àzeri, es pot esmentar Al-Hallay que ha tingut una influència de gran abast en la literatura sufita del món islàmic.